# Jacek Grzybowski

Wappen von Jacek Grzybowski

Jacek Grzybowski (* 11. August 1973 in Wołomin) ist ein polnischer römisch-katholischer Geistlicher und Weihbischof in Warschau-Praga.

## Leben
Jacek Grzybowski studierte Philosophie und Theologie am Priesterseminar des Erzbistums Warschau. Am 30. Mai 1998 empfing er das Sakrament der Priesterweihe für das Bistum Warschau-Praga.
Nach der Priesterweihe war er zunächst als Kaplan tätig und studierte anschließend an der Kardinal-Stefan-Wyszyński-Universität Warschau, an der er 2004 im Fach Philosophie promoviert wurde. Von 2004 bis 2013 war er Studienpräfekt und Dozent am Priesterseminar in Warschau-Tarchomin. 2013 habilitierte er sich in Philosophie und lehrt seither als außerordentlicher Professor an der Kardinal-Stefan-Wyszyński-Universität. Im gleichen Jahr übernahm er auch die Leitung der Hochschulseelsorge im Bistum Warschau-Praga. Seit 2017 ist er Domkapitular und seit 2018 gehört er dem Priesterrat des Bistums an. Im Oktober 2017 wurde er zudem Mitglied der Expertengruppe der Polnischen Bischofskonferenz für bioethische Fragen.
Am 26. November 2020 ernannte ihn Papst Franziskus zum Titularbischof von Nova und zum Weihbischof in Warschau-Praga. Der emeritierte Bischof von Warschau-Praga, Erzbischof Henryk Hoser SAC, spendete ihm am 19. Dezember desselben Jahres die Bischofsweihe. Mitkonsekratoren waren der Apostolische Nuntius in Polen, Erzbischof Salvatore Pennacchio, und der Bischof von Warschau-Praga, Romuald Kamiński.